# Anoplodactylus justi
Anoplodactylus justi är en havsspindelart som beskrevs av Müller, H.-G. 1992. Anoplodactylus justi ingår i släktet Anoplodactylus och familjen Phoxichilidiidae. Inga underarter finns listade i Catalogue of Life.